# Аксинин, Александр Тимофеевич
Александр Тимофеевич Аксинин (4 ноября 1954, Ленинград — 28 июля 2020, Санкт-Петербург) — советский легкоатлет, бегун на короткие дистанции (60, 100, 200 метров). Выступал за «Динамо» (Ленинград). Заслуженный мастер спорта СССР (1980).
Личный рекорд в беге на 100 м — 10,26 с (1980), на 200 метров — 20,80 сек.
Личный тренер — Г. Н. Жубряков.

## Достижения
- Чемпион Олимпийских игр 1980 в эстафете 4×100 м
- Бронзовый призёр Олимпийских игр 1976 в эстафете 4×100 м
- Чемпион Европы 1982 в эстафете 4×100 м
- Серебряный и бронзовый призёр зимнего чемпионата Европы 1975, 1978 и 1980 в беге на 60 м
- Бронзовый призёр чемпионата Европы 1978 в эстафете 4×100 м
- Победитель Универсиады 1977 в эстафете 4×100 м
- 3-кратный чемпион СССР (1976, 1978, 1980)